# Người chồng giả danh đáng yêu
Khun Samee Karmalor Tee Rak (tên tiếng Thái: คุณสามี (กำมะลอ) ที่รัก ตอนที่, tên tiếng Việt: Người chồng giả danh đáng yêu) là bộ phim truyền hình Thái Lan phát sóng vào năm 2012 và chiếu trên đài Channel 3 (CH3). Phim với sự tham gia của Patchata Nampan và Araya A. Hargate.

## Nội dung
Phim kể về câu chuyện của Primmapa và người chồng "trên giấy tờ" Khun Tom. Khun Tom là một nhà văn còn Primmapa là giám đốc của một hãng mỹ phẩm nổi tiếng. Trong một lần lên núi chụp ảnh, hình ảnh Primmapa vô tình lọt vào ống kính của Khun Tom. Hai người gặp lại nhau khi Khun Tom đem trả lại Primmapa chiếc điện thoại cô vô tình đánh rơi.
Một thời gian sau, Primmapa quay trở lại Bangkok để chuẩn bị cho đám cưới. Nhưng ngay trong ngày cưới của mình, cô phát hiện ra chồng mình là kẻ phản bội. Tuyệt vọng và buồn chán, Primmapa tìm đến một quán bar và uống rượu. Đúng lúc đó Khun Tom xuất hiện, giải cứu cô khỏi tay kẻ xấu.
Trong trạng thái say xỉn, Primmapa lấy giấy đăng ký kết hôn của cô và đề nghị Khun Tom điền tên vào đó. Sáng hôm sau tỉnh dậy, họ mới phát hiện ra việc mình đã làm nhưng đây cũng chính là cách để Primmapa che giấu chuyện buồn với bố mẹ. Cô nói với bố mẹ rằng Khun Tom chính là chồng mình. Câu chuyện vợ chồng của họ tưởng chỉ là tình huống giả vờ trước mặt gia đình nhưng dần dần hai người yêu nhau từ lúc nào không hay.

## Diễn viên
- Patchata Nampan vai Ridchawee/Khun Ton
- Araya A. Hargate vai Pimmapa/Pim
- May Fuengarom vai Lan
- Vorarit Fuangarome vai Pat (anh trai Pimmapa)
- Wiragarn Seneetunti vai Mint (em gái Khun Ton)
- Benjawan Artner vai Karakade
- Paradee Yoopvaiuk vai Plvaiinee
- Apinun Prvaiertwattanakul vai Ekkapon
- Smithi Likhitmvaikul vai Triwin
- Nisawan Silpapearsue vai
- Daraneenuch Pohpiti vai Susie
- Jariya Anfone vai
- Savitree Samipak vai Pimmala - mẹ Pim
- Santisuk Promsiri vai bố Pim
- Achita Thanvaiattranan vai
- Pijittra Siriwetchapan vai Kingkaeo
- Sirikul Penpak vai Sukanya
- Pimkae Goonchorn Na Ayuthaya vai Sininat

## Ca khúc nhạc phim
- Love Or Not - Pijika Jittaputta & Narongvit Techathanawat
- บอย Anuwat Sanguansakpakdee
- ฉันในมุมอ่อนแอ Muanpair Panaboot
- เหมือนฝัน Anuwat Sanguansakpakdee

## Rating
| Tập        | Rating |
| ---------- | ------ |
| 1          | 6.6    |
| 2          | 6.8    |
| 3          | 7.4    |
| 4          | 7.0    |
| 5          | 7.0    |
| 6          | 7.1    |
| 7          | 5.4    |
| 8          | 7.5    |
| 9          | 7.1    |
| 10         | 7.9    |
| 11         | 8.9    |
| 12         | 9.4    |
| 13         | 9.7    |
| 14         | 11.2   |
| Trung bình | 7.79   |